# تقي بن حسين الموسوي
تقي بن حسين الموسوي، كاتب وروائي من سلطنة عُمان من مواليد عام 1936. ولد في في زنجبار عندما بدأت الحرب العالمية الثانية، إنتقل إلى مسقط في عُمان.

## السيرة الأدبية
درس تقي بن حسين الموسوي في المدارس غير النظامية بسبب عدم وجود مدارس نظامية في هذا الوقت. أمضى ثلاث سنوات يدرس علوم الحوزة عند والده السيد حسين العالم التي تتضمن العلوم العربية مثل اللإشتقاق و الصرف و النحو و كذلك المنطق و الفقه والفلسفة. قرأ الموسوي العديد من الكتب عن الفقه و الفلسفة و التاريخ و علم النفس وحفظ من الشعر العربي في مكتبة والده المرحوم الممتلئة. سافر تقي الموسوي إلى الكويت للعمل  بينما في نفس الوقت كان يدرس الرياضيات في جامعة لندن. درس الكثير من المناهج الخاصة في لندن و القاهرة مثل دروس فائق الجوهري من القاهرة.
ذهب تقي الموسوي إلى إيران في عام 1967 كي يعمل مديرًا للشؤون المالية و تعلم الأدب الفرسي و الترجمة في جامعة طهران في نفس الوقت. تعلم اللغة الألمانية في مؤسسة جوته ثم سافر عن طريق شركته إلى ألمانيا ليشارك في دورة تدريبية في اللغة الألمانية. عاد إلى مسقط في عام 1987 ليعمل كمدير عام في شركة كبيرة. تقي الموسوي يجيد العديد من اللغات بما فيها اللغة العربية و الإنجليزية و الفارسية والسندية و حتى ألف كتب باللغة العربية و الإنجليزية و الفرسية.

## بعض مؤلفاته
له العديد من المؤلفات منها الذي يلي:
- السموات السبع، دار الساقي، 1998[4]
- ألف باء العرفات، رسالة يقظان ابن حي، دار المحجة البيضاء للطباعة والنشر والتوزيع، 2001
- العلاجات الطبيعية في الأعشاب السحرية، صيدلية الخالق بين يديك، دار المحجة البيضاء للطباعة والنشر والتوزيع، 2002
- قدوة العارفين، دار المحجة البيضاء للطباعة والنشر والتوزيع، 2007
- خمسة من العرفاء، دار المحجة البيضاء للنشر والتوزيع، 2010
- وحدة الإرادة في الوجود، دار المحجة البيضاء للطباعة والنشر والتوزيع، (2013)
- هكذا تكلم عيسى عليه السلام (2014)[5]
- هكذا تكلم الله على لسان داود (2015)
- بوذا و نور الملكوت، دار روافد للطباعة والنشر والتوزيع، (2015)
- هكذا تكلم جعفر الصادق عليه السلام، دار المحجة البيضاء للطباعة والنشر والتوزيع،(2015)
- أسرار النفس البشرية (114 جزء) (2016)
- ورفعناه مكانًا عليًّا (2016)
- القوة الكونية (2018)
- المكتشفون العظام (2018) (6 أجزاء)